# Gnophos aragonensis
Gnophos aragonensis là một loài bướm đêm trong họ Geometridae.